# Pianeta d'acqua
Pianeta d'acqua (The Blue World) è un romanzo di fantascienza di Jack Vance del 1966 ascrivibile al filone del planetary romance.

## Trama
Un gruppo di coloni spaziali discende da un gruppo di detenuti che fecero naufragio con la loro navicella spaziale mentre venivano deportati in una prigione spaziale. I detenuti riuscirono a fuggire e si stabilirono sul pianeta, caratterizzato da una superficie quasi interamente occupata dalle acque, le poche terre abitabili sono gruppi di isolotti collegati da ponti immersi nell'oceano e circondati da mostri marini detti Kragen.
La popolazione ha sviluppato una religione basata sul culto del Re Kragen, il più grande di questi mostri marini, che in cambio di offerte di cibo tiene lontani i Kragen più piccoli; per questo la classe sociale dominante è quella degli Intercessori, ovvero le persone incaricate di comunicare con il Re Kragen.
Sklar Hast è un cittadino che si occupa dei sistemi di comunicazione tra le varie isole e non accetta questa forma di servitù imposta nei confronti del Re Kragen: egli ritiene che bisognerebbe uccidere il Re Kragen perché questi non difende la popolazione per contraccambiare le offerte ricevute come affermano gli Intercessori, ma semplicemente perché teme che se gli umani iniziano ad uccidere i Kragen piccoli potrebbero in futuro acquisire l'esperienza e la determinazione necessaria per sbarazzarsi anche di lui. Le idee di Sklar Hast attirano le ire della potente casta degli Intercessori, che in caso di morte del Re perderebbe tutti i propri privilegi.
Un giorno un Kragen assalta una delle isole e il giovane Sklar Hast riesce a combatterlo e a ucciderlo, subendo poi la rappresaglia del Re Kragen e dei suoi concittadini che lo accusano di aver infranto il patto tra gli umani e il Re Kragen. Hast diventa un emarginato seguito solo dai suoi pochi seguaci e progetta di uccidere il Re Kragen per liberare gli umani dalla servitù nei suoi confronti. Nel suo progetto sarà ostacolato dagli Intercessori, in particolare da Semm Voiderveg, innamorato della stessa ragazza di cui è innamorato Sklar Hast, e dai ceti alti più conservatori che temono un sovvertimento della gerarchia che vede loro in cima.